# 092
092 – pierwszy oryginalny album japońskiego zespołu HKT48, wydany w Japonii 27 grudnia 2017 roku przez Universal Music.
Album został wydany w pięciu edycjach: czterech regularnych 2CD+2DVD (Type A, Type B, Type C, Type D) oraz „teatralnej” (CD). Album osiągnął 1 pozycję w rankingu Oricon i pozostał na liście przez 15 tygodni, sprzedał się w nakładzie 167 037 egzemplarzy. Zdobył status złotej płyty.

## Lista utworów
Wszystkie utwory zostały napisane przez Yasushiego Akimoto.

### Disc 1 (wersja regularna)
| CD  | CD                                                                          | CD                   | CD                   | CD      |
| Nr  | Tytuł utworu                                                                | Kompozycja           | Aranżacja            | Długość |
| --- | --------------------------------------------------------------------------- | -------------------- | -------------------- | ------- |
| 1.  | „Suki! Suki! Skip!” (jap. スキ! スキ! スキップ!)                            | Yūsuke Kobayashi     | Seiji Mutō           | 3:56    |
| 2.  | „Melon Juice” (jap. メロンジュース)                                         | Yoshimasa Inoue      | Yoshimasa Inoue      | 3:23    |
| 3.  | „Sakura, minna de tabeta” (jap. 桜、みんなで食べた)                         | Ryosuke "Dr.R" Sakai | Yūichi "Masa" Nonaka | 3:58    |
| 4.  | „Hikaeme I love you!” (jap. 控えめI love you!)                              | pakorama             | Yūichi "Masa" Nonaka | 4:02    |
| 5.  | „12 byō” (jap. 12秒)                                                        | Linia                | Yūichi "Masa" Nonaka | 3:46    |
| 6.  | „Shekarashika!” (jap. しぇからしか!)                                        | Ken Ōita             | Hiroshi Sasaki       | 4:10    |
| 7.  | „74 okubun no 1 no kimi e” (jap. 74億分の1の君へ)                           | Saimon               | Yūichi "Masa" Nonaka | 4:05    |
| 8.  | „Saikō ka yo” (jap. 最高かよ)                                               | Kazuya Izumi         | Yūichi "Masa" Nonaka | 4:34    |
| 9.  | „Bagutte iijan” (jap. バグっていいじゃん)                                   | Jimaemon             | Hiroshi Sasaki       | 3:44    |
| 10. | „Kiss wa matsushikanai no deshō ka?” (jap. キスは待つしかないのでしょうか?) | Tomonori Inoue       | APAZZI               | 4:20    |

### Edycja teatralna
| CD  | CD                                                                          | CD                   | CD                   | CD      |
| Nr  | Tytuł utworu                                                                | Kompozycja           | Aranżacja            | Długość |
| --- | --------------------------------------------------------------------------- | -------------------- | -------------------- | ------- |
| 1.  | „Suki! Suki! Skip!” (jap. スキ! スキ! スキップ!)                            | Yūsuke Kobayashi     | Seiji Mutō           | 3:56    |
| 2.  | „Melon Juice” (jap. メロンジュース)                                         | Yoshimasa Inoue      | Yoshimasa Inoue      | 3:23    |
| 3.  | „Sakura, minna de tabeta” (jap. 桜、みんなで食べた)                         | Ryosuke "Dr.R" Sakai | Yūichi "Masa" Nonaka | 3:58    |
| 4.  | „Hikaeme I love you!” (jap. 控えめI love you!)                              | pakorama             | Yūichi "Masa" Nonaka | 4:02    |
| 5.  | „12 byō” (jap. 12秒)                                                        | Linia                | Yūichi "Masa" Nonaka | 3:46    |
| 6.  | „Shekarashika!” (jap. しぇからしか!)                                        | Ken Ōita             | Hiroshi Sasaki       | 4:10    |
| 7.  | „74 okubun no 1 no kimi e” (jap. 74億分の1の君へ)                           | Saimon               | Yūichi "Masa" Nonaka | 4:05    |
| 8.  | „Saikō ka yo” (jap. 最高かよ)                                               | Kazuya Izumi         | Yūichi "Masa" Nonaka | 4:34    |
| 9.  | „Bagutte iijan” (jap. バグっていいじゃん)                                   | Jimaemon             | Hiroshi Sasaki       | 3:44    |
| 10. | „Kiss wa matsushikanai no deshō ka?” (jap. キスは待つしかないのでしょうか?) | Tomonori Inoue       | APAZZI               | 4:20    |
| 11. | „Hitosashiyubi no jūdan” (jap. 人差し指の銃弾)                              | Tomoki Suzuki        | APAZZI               | 4:09    |

### Disc 2
| CD / Type A | CD / Type A                                                            | CD / Type A        | CD / Type A          | CD / Type A |
| Nr          | Tytuł utworu                                                           | Kompozycja         | Aranżacja            | Długość     |
| ----------- | ---------------------------------------------------------------------- | ------------------ | -------------------- | ----------- |
| 1.          | „Hitosashiyubi no jūdan” (jap. 人差し指の銃弾)                         | Tomoki Suzuki      | APAZZI               | 4:09        |
| 2.          | „2018-nen no hashi” (jap. 2018年の橋)                                  | Yōhei Tanimura     | Hiroshi Sasaki       | 4:03        |
| 3.          | „Tasogare no Tandem” (jap. 黄昏のタンデム)                             | Daisuke Toyama     | Daisuke Toyama       | 4:10        |
| 4.          | „HKT-jō, ima, ugoku” (jap. HKT城、今、動く) (wyk. Platinum Girls)      | Takehiko Tokunaga  | Seiji Mutō           | 4:49        |
| 5.          | „Soko de nani o kangaeru ka?” (jap. そこで何を考えるか？)              | Yasuo Sakai        | Teppei Shimizu       | 4:14        |
| 6.          | „Kireigoto demo ii ja nai ka?” (jap. キレイゴトでもいいじゃないか?)    | Fumio              | Hiroshi Sasaki       | 4:52        |
| 7.          | „Taboo no iro” (jap. タブーの色) (wyk. SakuraHaruka)                   | Keiichi Kondō      | Keiichi Kondō        | 4:45        |
| 8.          | „Soramimi Rock” (jap. 空耳ロック) (wyk. Team TII)                      | Katsuhiko Sugiyama | Makoto Wakatabe      | 5:00        |
| 9.          | „Chameleon joshikōsei” (jap. カメレオン女子高生) (wyk. Team H)         | Takafumi Fujino    | Yūichi "Masa" Nonaka | 3:22        |
| 10.         | „Make noise”                                                           | Daisuke Toyama     | Hiroshi Sasaki       | 4:27        |
| 11.         | „Kimi no koto ga suki yaken” (jap. 君のことが好きやけん) (AKB48 cover) | Tetsurō Oda        | Yūichi "Masa" Nonaka | 4:10        |

| CD / Type B | CD / Type B                                                                              | CD / Type B      | CD / Type B          | CD / Type B |
| Nr          | Tytuł utworu                                                                             | Kompozycja       | Aranżacja            | Długość     |
| ----------- | ---------------------------------------------------------------------------------------- | ---------------- | -------------------- | ----------- |
| 1.          | „Hitosashiyubi no jūdan” (jap. 人差し指の銃弾)                                           | Tomoki Suzuki    | APAZZI               | 4:09        |
| 2.          | „Bokura no Stand By Me” (jap. 僕らのStand By Me) (wyk. 2nd Generation)                   | Shinya Tada      | APAZZI               | 4:15        |
| 3.          | „Onegai Valentine” (jap. お願いヴァレンティヌ)                                           | Kōta Ogawa       | Ikuta Machine        | 5:01        |
| 4.          | „Hawaii e yukō” (jap. ハワイヘ行こう) (wyk. Team KIV)                                    | Yūichi Ichikawa  | Yūichi Ichikawa      | 4:32        |
| 5.          | „Idol no ōja” (jap. アイドルの王者) (wyk. Team H)                                        | cAnON.           | K3CP                 | 4:06        |
| 6.          | „Ijiwaru chū” (jap. いじわるチュー) (wyk. Nako Yabuki)                                   | Masahiro Kawaura | Yūichi "Masa" Nonaka | 3:49        |
| 7.          | „Watashi wa Blueberry Pie” (jap. 私はブルーベリーパイ) (wyk. Blueberry Pie)              | Manaka Suzuki    | Manaka Suzuki        | 3:49        |
| 8.          | „Onna no ko da mon, hashiranakya!” (jap. 女の子だもん、走らなきゃ!) (wyk. Hana Matsuoka) | Sena Ayrton      | Hiroshi Yoshioka     | 3:38        |
| 9.          | „Boku dake no hakujitsumu” (jap. 僕だけの白日夢) (wyk. Platinum Girls)                   | Masahiro Kawaura | Masahiro Kawaura     | 3:55        |
| 10.         | „Otona ressha” (jap. 大人列車)                                                           | Daisuke Toyama   | Yūichi "Masa" Nonaka | 4:13        |
| 11.         | „Namioto no Orgel” (jap. 波音のオルゴール)                                               | Takanori Fukuta  | SHIKI                | 4:29        |

| CD / Type C | CD / Type C                                                         | CD / Type C        | CD / Type C                      | CD / Type C |
| Nr          | Tytuł utworu                                                        | Kompozycja         | Aranżacja                        | Długość     |
| ----------- | ------------------------------------------------------------------- | ------------------ | -------------------------------- | ----------- |
| 1.          | „Hitosashiyubi no jūdan” (jap. 人差し指の銃弾)                      | Tomoki Suzuki      | APAZZI                           | 4:09        |
| 2.          | „Fanmeeting” (jap. ファンミーティング) (wyk. F24)                   | Takafumi Fujino    | Takafumi Fujino, Takashi Shimada | 4:40        |
| 3.          | „Seifuku no Bambi” (jap. 制服のバンビ)                              | Makoto Wakatabe    | Yūichi "Masa" Nonaka             | 4:08        |
| 4.          | „Hohoemi Popcorn” (jap. 微笑みポップコーン) (wyk. Popcorn Children) | Yasunori Mochizuki | Hiroshi Sasaki                   | 3:30        |
| 5.          | „Kimi wa dōshite?” (jap. 君はどうして?)                             | Tsugutoshi Gotō    | Tsugutoshi Gotō                  | 4:05        |
| 6.          | „Hakusen no uchigawa de” (jap. 白線の内側で) (wyk. 4th Generation)  | Tomonori Inoue     | Yūsuke Itagaki                   | 3:42        |
| 7.          | „Natsu no mae” (jap. 夏の前) (wyk. Team KIV)                        | Yūsuke Itagaki     | Yūsuke Itagaki                   | 4:05        |
| 8.          | „Romantic byō” (jap. ロマンティック病)                              | Riko Ohashi        | Makoto Wakatabe                  | 3:57        |
| 9.          | „Koi no yubisaki” (jap. 恋の指先)                                   | IKEZO              | IKEZO                            |             |
| 10.         | „Wink wa 3-kai” (jap. ウインクは3回)                                | truly truth        | Yūichi "Masa" Nonaka             | 4:17        |
| 11.         | „Ima kimi o omou” (jap. 今 君を想う)                                | Yuma Kawashima     | Makoto Wakatabe                  | 5:12        |

| CD / Type D | CD / Type D                                                                   | CD / Type D                       | CD / Type D                     | CD / Type D |
| Nr          | Tytuł utworu                                                                  | Kompozycja                        | Aranżacja                       | Długość     |
| ----------- | ----------------------------------------------------------------------------- | --------------------------------- | ------------------------------- | ----------- |
| 1.          | „Hitosashiyubi no jūdan” (jap. 人差し指の銃弾)                                | Tomoki Suzuki                     | APAZZI                          | 4:09        |
| 2.          | „Passion Fruit no himitsu” (jap. パッションフルーツの秘密) (wyk. Chō)         | Nobuto Yokooka                    | Keita Miyoshi                   | 4:14        |
| 3.          | „Rock da yo, jinsei wa...” (jap. ロックだよ、人生は…) (AKB48 cover)           | Akinori Suzuki                    | Tomonori Taguchi, Haruo Inatome | 4:04        |
| 4.          | „Chain of love”                                                               | Kōji Gotō                         | Ikuta Machine                   | 4:12        |
| 5.          | „Sakuranbo o musuberu ka?” (jap. さくらんぼを結べるか?) (wyk. 4th Generation) | Kōichi Tsurusaki                  | KōichiTsurusaki                 | 4:27        |
| 6.          | „Hitsuzenteki koibito” (jap. 必然的恋人)                                      | Satoshi Ikezawa                   | Satoshi Ikezawa                 | 3:40        |
| 7.          | „Gunyatto magatta” (jap. ぐにゃっと曲がった) (wyk. Diamond Girls)             | YAYI                              | Makoto Wakatabe                 | 4:42        |
| 8.          | „Namaiki Lips” (jap. 生意気リップス) (wyk. Nakomiku)                          | Hasami Man                        | Yūichi "Masa" Nonaka            | 3:10        |
| 9.          | „Yume hitotsu” (jap. 夢ひとつ) (wyk. Anai Chihiro to Nakamatachi)             | Takashi Fukuda                    | Takashi Fukuda                  | 4:43        |
| 10.         | „Hatsukoi Butterfly” (jap. 初恋バタフライ)                                    | Katsuhiko Sugiyama                | Ikuta Machine                   | 3:49        |
| 11.         | „HKT48 Family” (jap. HKT48ファミリー)                                         | Manabu Marutani, Takao Motoyanagi | APAZZI                          | 3:23        |